# Dionizy Bertoli
Dionizy Bertoli (ur. 1838 w Przeworsku, zm. w kwietniu 1892 w Rodatyczach) – wojskowy armii austriackiej, powstaniec styczniowy.
Urodził się w 1838 w Przeworsku. Został żołnierzem kawalerii Armii Cesarstwa Austriackiego. W powstaniu styczniowym 1863 pod rozkazami Dionizego Czachowskiego. Droga oddziału Łopackiego wiodła przez Baranów, Michniów, lasy wąchockie - aż do Wierzbnika. Pod komendą Lelewela walczył w bitwie pod Panasówką, gdzie został ranny. Potem ponownie służył u boku Czachowskiego. Był rotmistrzem kawalerii w oddziale Andrzeja Łopackiego. 
Został wylosowany do grona sędziów przysięgłych we Lwowie na czteroletnią kadencję począwszy od 28 sierpnia 1888. 
Zmarł w kwietniu 1892 w Rodatyczach.